# Resolució 2419 del Consell de Seguretat de les Nacions Unides
La Resolució 2419 del Consell de Seguretat de les Nacions Unides fou adoptada per unanimitat el 6 de juny de 2018. El Consell reconeix el paper que poden jugar els joves en la prevenció i resolució de conflictes i demana al Secretari General i a tots els actors en els diferents conflictes un major paper i implicació dels joves en la negociació i aplicació dels acords de pau, reconeixent que la marginació del jovent és perjudicial per construir una pau sostenible i poder combatre l'extremisme i el terrorisme. També demana als estats membres de les Nacions Unides la protecció contra tota violència de les institucions educatives i el foment de la igualtat sexual en l'accés a l'educació.